# Holomitrium stenobasis
Holomitrium stenobasis är en bladmossart som beskrevs av Hugh Neville Dixon 1934. Holomitrium stenobasis ingår i släktet Holomitrium och familjen Dicranaceae. Inga underarter finns listade i Catalogue of Life.